# Mielniki (sielsowiet Rzeczyca)
Mielniki (biał. Мельнікі, Mielniki; ros. Мельники, Mielniki) – wieś na Białorusi, w obwodzie brzeskim, w rejonie kamienieckim, w sielsowiecie Rzeczyca, nad Leśną Lewą i przy granicy Parku Narodowego „Puszcza Białowieska”.

## Historia
W XIX i w początkach XX w. położone były w Rosji, w guberni grodzieńskiej, w powiecie prużańskim, w gminie Staruny.
W dwudziestoleciu międzywojennym leżały w Polsce, w województwie poleskim, w powiecie prużańskim, w gminie Horodeczno. W 1921 miejscowość liczyła 64 mieszkańców, zamieszkałych w 18 budynkach, w tym 54 Białorusinów i 10 Polaków. 62 mieszkańców było wyznania prawosławnego i 2 mojżeszowego.
Po II wojnie światowej w granicach Związku Sowieckiego. Od 1991 w niepodległej Białorusi.